# レズビアン・ゲイ映画
レズビアン・ゲイ映画（レズビアン・ゲイえいが、英語：Lesbian and Gay Film）は、映画のジャンルのひとつである。本記本記事では、男性の同性愛をめぐる映画についてはゲイ映画、女性の同性愛をめぐる映画についてはレズビアン映画と、それぞれ略称で呼ぶ。これらは総称してクィア映画と呼ばれることがある。
また本記事では、テレビドラマ（レズビアン・ゲイドラマ、英語：Lesbian and Gay Drama）についても同時に扱う。
なお、ゲイ・ポルノ、薔薇族映画などと呼ばれるポルノ系作品は、1982年から成人映画館で多くの作品が公開されてきたが、そちらは「ゲイ・ポルノ#ゲイ向けピンク映画」参照のこと。

## 世界
詳細は「en:List of LGBT-related films」参照。

### 概要
性的少数者（LGBT）をテーマにしており、恋愛映画にとどまらず、レズビアン（女性同性愛者）やゲイ（男性同性愛者）として生きる人間の悲喜劇やドラマなどが主題になっている。
台湾映画には「孽子」（1986年）、第43回ベルリン国際映画祭で金熊賞を受賞した「ウェディング・バンケット」（1993年、台米合作）、ティーンズゲイの恋愛をポップに描いた「僕の恋、彼の秘密」（2004年）などがあり、香港映画にはカンヌ国際映画祭パルム・ドール受賞の「さらば、わが愛/覇王別姫」（1993年）、レスリー・チャンとトニー・レオン主演「ブエノスアイレス 」（1997年）、韓国映画では「王の男」（2005年）、「後悔なんてしない」（2006年）、男性間の性行為が違法となっているシンガポールでは「アニバーサリー」（2009）などが作られている。2000年代以降は、製作本数も急激に増えてきている。

### 主なレズビアン映画作品

#### 欧米など
- パンドラの箱（1929年、ドイツ）
- 制服の処女（1931年、ドイツ）
- この三人（1936年、アメリカ）[注 1]
- 噂の二人（1961年、アメリカ）
- 女狐（1967年，カナダ・アメリカ）
- 甘い抱擁（1968年、アメリカ）
- ベルベット・ヴァンパイア（1971年、アメリカ）
- ペトラ・フォン・カントの苦い涙（1972年、西ドイツ）
- エマニエル夫人（1974年、フランス)
- 続エマニエル夫人（1975年、フランス)
- О嬢の物語（1975年、フランス・西ドイツ）
- さよならエマニエル夫人（1977年、フランス)
- ビリティス（1977年、フランス）
- 人喰いエイリアン（1977年、イギリス）
- ベストフレンズ（1981年、アメリカ）
- マイ・ライバル（1982年、アメリカ）
- アナザウェイ（1982年、ハンガリー）
- シルクウッド（1983年、アメリカ）
- リアンナ（1983年、アメリカ）
- ホテル・ニューハンプシャー（1984年、イギリス・カナダ・アメリカ）
- ビフォー・ストーンウォール（1984年、アメリカ）
- 美しさと哀しみと（1985年、フランス）
- カラー・パープル（1985年，アメリカ）
- カウガール・ブルース（1985年、アメリカ）
- 彼女の彼は、彼女（1994年、フランス）
- GO fish（1994年、アメリカ）
- 乙女の祈り（1994年、ニュージーランド・アメリカ）
- セイレーンの誘惑（1995年、ドイツ）
- バタフライ・キス（マイケル・ウィンターボトム監督、1995年、イギリス）
- アントニア（1995年、オランダ・ベルギー・イギリス）
- バウンド（ウォシャウスキー兄弟監督、1996年、アメリカ）
- 月の瞳（1996年、カナダ）
- Gia（1997年、アメリカ）
- ショー・ミー・ラヴ（1998年、スウェーデン）
- Go!Go!チアーズ（1999年、アメリカ）
- マルコヴィッチの穴（1999年、アメリカ）
- ウーマン ラブ ウーマン（2000年、アメリカ）
- Dr.Tと女たち（2000年、アメリカ）
- マルホランド・ドライブ（デヴィッド・リンチ監督、2001年、アメリカ・フランス）
- 翼をください（2001年、カナダ）
- Kissingジェシカ（2002年、アメリカ）
- モンスター（2003年、アメリカ）
- 彼女が彼女を愛する時（2004年、アメリカ）
- 恋のミニスカウエポン（2004年、アメリカ）
- 中国の植物学者の娘たち（2006年、フランス・カナダ）
- バンパイア・ラヴァーズ（2007年、イギリス）
- 水の中のつぼみ（2008年、フランス）
- マーダーランド（2009年、アメリカ）
- レズビアン・ヴァンパイア・キラーズ（2009年、イギリス）
- ミラノ、愛に生きる（2009年、イタリア）
- ローマ，愛の部屋（2010年、スペイン）
- キッズ・オールライト（2010年、アメリカ）
- ブラック・スワン（2010年、アメリカ）
- ブルーミントンの恋（2010年、アメリカ）
- マリー・アントワネットに別れをつげて（2012年，フランス・スペイン）
- アデル、ブルーは熱い色（2013年、フランス）
- ロサンゼルス女子刑務所（2014年、アメリカ）
- 愛しのグランマ（2015年、アメリカ）
- キャロル（2015年、アメリカ・イギリス）
- ハンズ・オブ・ラヴ 手のひらの勇気（2015年，アメリカ）
- 夏時間 裸のふたり（2015年、フランス・ベルギー）
- ネオン・デーモン（2016年、アメリカ・フランス・デンマーク）
- アンダー・ハー・マウス（2016年、カナダ）
- パラダイス女子刑務所（2017年、アメリカ）
- バトル・オブ・ザ・セクシーズ（2017年、アメリカ・イギリス）
- 女王陛下のお気に入り（2018年、イギリス・アイルランド・アメリカ）
- 燃ゆる女の肖像（2019年、フランス）
- アンモナイトの目覚め（2020年、イギリス・オーストラリア・アメリカ）
- ベネデッタ（2021年、フランス・ベルギー・オランダ）
- ホイットニー・ヒューストン I WANNA DANCE WITH SOMEBODY（2022年、アメリカ）
- エブリシング・エブリウェア・オール・アット・ワンス（2022年、アメリカ）
- TAR/ター（2022年、アメリカ）
- 落下の解剖学（2023年、フランス)
- カラーパープル（2023年、アメリカ）
- ドライブアウェイ・ドールズ（2024年、アメリカ）

#### アジア
- エロティック・ハウス　愛奴（1972年、香港）
- 少女たちの遺言（1999年、韓国）
- 華の愛（原題：遊園驚夢（2001年、香港、宮沢りえら主演）
- 蝴蝶 羽化する官能（2004年、香港）
- Tattoo -刺青（2007年、台湾）
- 彷徨う花たち（2008年、台湾）
- キャンディレイン（2008年、台湾）
- 漂浪青春（2008年、台湾）
- 私の少女（2014年、韓国）
- お嬢さん（2016年、韓国）
- 恋物語（2016年、韓国）
- ユンヒへ（2019年、韓国）
- キル・ボクスン（2023年、韓国）
- 私たちは天国には行けないけど、愛することはできる（2024年、韓国）

### 主なゲイ映画作品

#### 欧米など
1960 - 1970年代
- 軍曹（1968年、アメリカ）
- If もしも....（1968年、イギリス、アメリカ）
- 真夜中のカーボーイ（1969年、アメリカ）
- 真夜中のパーティ（1970年、アメリカ）
- 暗殺の森（1970年、イタリア／フランス／ドイツ）
- ベニスに死す（1971年、イタリア、ルキノ・ヴィスコンティ監督、ダーク・ボガード出演）
- 日曜日は別れの時（1971年、イギリス）

1980年代
- クルージング（1980年、アメリカ）
- SPETTERS/スペッターズ（1980年、オランダ）
- メーキング・ラブ（1982年、アメリカ）
- ケレル（1982年、西ドイツ／フランス）
- アナザー・カントリー（1984年、イギリス）
- ビフォー・ストーンウォール（1984年、アメリカ）
- 蜘蛛女のキス（1985年、アメリカ／ブラジル）
- マイ・ビューティフル・ランドレット（1985年、イギリス）
- エンジェリック・カンヴァセーション（1985年、イギリス）
- Parting Glances（1986年、アメリカ）
- プリック・アップ（1987年、イギリス）
- モーリス（1987年、イギリス）
- 欲望の法則（1987年、スペイン）
- トーチソング・トリロジー（1988年、アメリカ）

1990年代
- パリ、夜は眠らない。（1990年、アメリカ）
- ロングタイム・コンパニオン（1990年、アメリカ）
- マイ・プライベート・アイダホ（1991年、アメリカ）
- メーキング・ラブ（1992年、アメリカ）
- 苺とチョコレート（1993年、キューバ／メキシコ／スペイン）
- トータリー・ファックト・アップ（1993年、アメリカ）
- フィラデルフィア（1993年、アメリカ）
- ウェディング・バンケット 喜宴 The Wedding Banquet（1993年、アメリカ／台湾、アン・リー監督）
- プリシラ（1994年、オーストラリア）
- 人生は上々だ!（1994年、オーストラリア）
- 司祭（1994年、イギリス）
- インタビュー・ウィズ・ヴァンパイア（1994年、アメリカ）
- 太陽と月に背いて（1995年、アメリカ、レオナルド・ディカプリオ主演）
- セルロイド・クローゼット（1995年、アメリカ）
- ジェフリー（1995年、アメリカ）
- 月の瞳（1995年）
- バウンド（1996年）
- とても素敵なこと-初恋のフェアリーテール-（1996年、イギリス）
- バードケージ（1996年、アメリカ）
- イン&アウト（1997年、アメリカ）
- ゴッド・アンド・モンスター（1998年、アメリカ）
- 同級生（1998年、イギリス）
- ベルベット・ゴールドマイン（1998年、イギリス／アメリカ）
- エッジ・オブ・セブンティーン（1998年、アメリカ）
- トリック（1999年、アメリカ）

2000年代
- ブロークン・ハーツ・クラブ The Broken Hearts Club（2000年、アメリカ）
- Juste une question d'amour (Just a Question of Love) （2000年、フランス／ベルギー）
- Big Eden（ビッグ・エデン）（2000年、アメリカ）
- 夏の終わり（2000年、フランス）
- オール・オーバー・ザ・ガイ All Over the Guy（2001年、アメリカ）
- The Trip（2002年、アメリカ）
- ヨッシ&ジャガー Yossi and Jagger（2002年、イスラエル）
- Mambo Italiano（2003年、カナダ）
- エンジェルス・イン・アメリカ Angels in America（2003年、アメリカ）
- レター・デイズ Latter Days（2003年、アメリカ）
- バッド・エデュケーション（2004年、スペイン）
- Eating Out（2004年、アメリカ）
- サマー・ストーム Sommersturm (Summer Storm) （2004年、ドイツ）　『夏の突風』
- 謎めいた肌 Mysterious Skin（2004年、アメリカ／オランダ）
- ぼくを葬る（2005年、フランス）
- C.R.A.Z.Y.（2005年、カナダ）
- ブロークバック・マウンテン（2005年、アメリカ、アン・リー監督）
- バブル The Bubble（2006年、イスラエル）
- ショートバス（2006年、アメリカ）
- ボーイ・カルチャー（2006年、アメリカ）
- アートスクール・コンフィデンシャル（2006年、アメリカ）
- 愛のうた、パリ Les Chansons D'Amour (Love Songs)（2007年、フランス）
- シェルター Shelter（2007年、アメリカ）
- ミルク（2008年、アメリカ）
- パトリックは1.5歳 Patrik, Age 1.5（2008年、スウェーデン）
- Noah's Arc: Jumping the Broom（2008年、アメリカ）
- シェイクスピアと僕の夢 Were the World Mine（2008年、アメリカ）
- シングルマン（2009年、イギリス）
- スプリング・フィーバー（2009年、中国／フランス）
- Redwoods（2009年、アメリカ）
- フィリップ、きみを愛してる! I Love You Phillip Morris（2009年、アメリカ／フランス）
- Prayers for Bobby（2009年、アメリカ）

2010年代
- スコット・ピルグリム VS. 邪悪な元カレ軍団 Scott Pilgrim vs. the World（2010年、アメリカ／イギリス／日本／カナダ）
- 人生はビギナーズ Beginners （2010年、アメリカ）
- チョコレートドーナツ Any Day Now （2012年、アメリカ）
- キル・ユア・ダーリン Kill Your Darlings（2013年、アメリカ）
- BOYS ボーイズ Jongens （2014年、オランダ）
- パレードへようこそ Pride (2014年、イギリス/フランス)
- フォックスキャッチャー （2014年、アメリカ）
- イミテーション・ゲーム/エニグマと天才数学者の秘密 The Imitation Game（2014年、アメリカ／イギリス）
- ムーンライト MOONLIGHT（2016年、アメリカ）
- 君の名前で僕を呼んで Call Me By Your Name（2017年、イタリア／フランス/ブラジル/アメリカ）
- ゴッズ・オウン・カントリー GODS OWN COUNTRY （2017年、イギリス）
- トム・オブ・フィンランド Tom of Finland （2017年、フィンランド）
- ブルックリンの片隅で Beach Rats （2017年、アメリカ）
- グリーンブック Green Book （2018年、アメリカ）
- ボヘミアン・ラプソディ Bohemian Rhapsody （2018年、アメリカ／イギリス）
- Love, サイモン 17歳の告白 Love, Simon (2018年、アメリカ)
- ある少年の告白 Boy Erased (2018年、アメリカ／オーストラリア）
- シャイニー・シュリンプス!愉快で愛しい仲間たち Les Crevettes pailletées (2019年、フランス)
- ロケットマン Rocketman （2019年、アメリカ／イギリス）

2020年代
- ボーイズ・イン・ザ・バンド The Boys in the Band (2020年、アメリカ)
- Summer of 85  Été 85 （2020年、フランス／ベルギー）
- ジョー・ベル 〜心の旅〜 Joe Bell (2021年、アメリカ)
- パワー・オブ・ザ・ドッグ The Power of the Dog （2021年、イギリス／オーストラリア／アメリカ／カナダ／ニュージーランド）
- Firebird ファイアバード Firebird （2021年、エストニア／イギリス）
- CLOSE/クロース Close （2022年、ベルギー／オランダ／フランス）
- ザ・ホエール The Whale （2022年、アメリカ）
- 赤と白とロイヤルブルー Red, White & Royal Blue （2023年、アメリカ）
- Saltburn Saltburn （2023年、アメリカ／イギリス）
- 異人たち All of Us Strangers (2023年、イギリス)
- クィア/QUEER Queer （2024年、イタリア／アメリカ）

#### アジア
- 孽子（中国語版）（英：Crystal Boys、1986年、台湾。2003年にはドラマ化）
- さらば、わが愛/覇王別姫（1993年1月、香港・中国。カンヌパルム・ドール受賞）
- ウェディング・バンケット（原題：喜宴、1993年8月、台湾/米国、第43回ベルリン国際映画祭金熊賞）
- 東宮西宮（1996年、中国）
- ブエノスアイレス（1997年、香港、ウォン・カーウァイ監督、主演はトニー・レオンやレスリー・チャン）
  - ブエノスアイレス 摂氏零度（1999年、ブエノスアイレスのドキュメンタリー映画）
- 男男女女（1999年、中国、英題：Men and Women）
- 夜奔（英：Fleeing by Night、2000年上映、台湾）
- 藍宇 〜情熱の嵐〜（2001年、香港）
- 天使（英：「I Am Not What You Want」、2001年、香港）
- 今年夏天（2001年、中国、英題：en:Fish and Elephant）
- 旧约（2001年、中国、英題：The Old Testament）
- 丑角登场（2002年、中国）
- 哎呀呀，去哺乳（2003年、中国、英題：Feeding Boys, Ayaya）
- 夜景（2003年、中国、英題：Night Scene）
- 僕の恋、彼の秘密（原題「十七歳的天空」2004年、台湾）
- 星星相吸惜（2004年、中国、英題：Star Appeal）
- 王の男（2005年、韓国）
- 我如花似玉的儿子（2005年、中国、英題：My Fair Son）
- 後悔なんてしない（2006年、韓国）
- 花蓮の夏（2006年、台湾、英題：ETERNAL SUMMER）
- 黒い眼のオペラ（2006年、Malaysia/Taiwan/France/Austria）
- Silom Soi 2（2006年、タイ）
- Go Go G-Boys（2007年、台湾、原題：當我們同在一起）
- 蓬の花（2008年、台湾、ドラマ版も）
- 無野之城 （2008年、香港）
- 彼岸浮生 （英：Tongzhi in Love、2008年、米国/中国）
- 霜花店（サンファジョム） 運命、その愛（2008年、韓国）
- 九月に降る風（2008年、台湾）
- Daybreak（2008年、フィリピン）
- 帶我去遠方(zh:帶我去遠方)（2009年、台湾）
- 霓虹心(zh:霓虹心)（2009年、英：Miss Kicki、台湾・スウェーデン）
- 永久居留（2009年、香港）
- スプリング・フィーバー（2009年、香港/フランス/中国）
- 愛到盡（2009年、香港、英題：End of Love）
- アニバーサリー（2009年、シンガポール）
- 安非他命/アンフェタミン（2010年、香港）
- 双 Pair of Love（2010年、台湾）
- Pagnanasa（2010年、フィリピン）
- Chub Chaser（2010年、フィリピン）
- 愛恨爛 (en)（2011年、香港）
- 花と眉（2011年、中国、原題「花為眉」）
- REC（2011年、韓国）
- Hinala（2011、フィリピン）
- 夜間飛行（2014年、韓国）
- 同流合烏（2015年、香港）
- 三十ㄦ立（2017年、香港）
- ある夏の日の夜に (ko)（2017年、韓国）
- The Man in the Lighthouse（2000年代？東南アジア）
- Antonio's Secret（2000年代？東南アジア）

### 主なトランスジェンダー映画作品
- オルランド（1992年、アメリカ）
- ぼくのバラ色の人生（1997年、フランス／ベルギー／イギリス）
- ボーイズ・ドント・クライ（1999年、アメリカ）
- ヘドウィグ・アンド・アングリーインチ（2001年、アメリカ）
- ロバート・イーズ（2002年、アメリカ）
- ビューティフル・ボーイ（2003年、タイ）
- トランスアメリカ（2005年、アメリカ）
- わたしはロランス（2012年、アメリカ）
- ダラス・バイヤーズクラブ（2013年、アメリカ）
- リリーのすべて（2015年、イギリス／アメリカ／日本／ドイツ）
- ストーンウォール（2015年、アメリカ）
- タンジェリン（2015年、アメリカ）
- ナチュラルウーマン（2017年、チリ／ドイツ／スペイン／アメリカ）
- Girl/ガール（2018年、ベルギー）
- エミリア・ペレス（2024年、フランス）

### 主なレズビアンドラマ作品
- ジーア/悲劇のスーパーモデル（1998年、アメリカ）
- Lの世界（2004～2008年、アメリカ）
- South Of Nowhere（アメリカ）

### 主なゲイドラマ作品
- クィア・アズ・フォーク（2000年 - 2005年、アメリカ）
- ニエズ（中国語版）（2003年、台湾）
- 蓬の花（2008年、台湾、映画版も）
- 美しき人生（2010年、韓国）
- ルッキング（2014年、アメリカ）

## 日本

### 概要
日本の一般の映画で同性愛をテーマにした作品は、メジャー日本映画初のゲイフィルムと呼ばれる木下恵介監督の「惜春鳥」（1959年）、三島由紀夫原作「肉体の学校」（1965年、木下亮監督）、ピーター主演「薔薇の葬列」（1969年、松本俊夫監督）など、作品数は少ないながらも欧米の有名ゲイ映画が作られたのと同時期か、それより早い時期に作られている。
その後は1980年代後半のイギリス・ゲイ映画「アナザー・カントリー」、「モーリス」の日本公開を経て、1990年代に入った頃から「らせんの素描」、「二十才の微熱」など、ポルノではない本格的に同性愛をテーマにした映画作品などが、かつてより多く作られ始めた。ちなみに「二十歳の微熱」監督の橋口亮輔は自らゲイであることをカミングアウトしていた。
近年はゲイポルノ映画や薔薇族映画などといわれたジャンルの作品にも、一般のゲイ映画作品と一緒に「ロッテルダム国際映画祭」などの海外の国際映画祭や「レインボー・リール東京」（旧・東京国際レズビアン&ゲイ映画祭）を含むゲイ・レスビアン映画祭に出品する作品が出てきており（参照）、両ジャンルの境界は薄れつつある。
日本では1992年に第1回目が開催された「レインボー・リール東京」は2023年で31回目を迎えた。2005年に第1回目が開催された関西クィア映画祭は2025年で32回目を迎えた。2005年以降は香川レインボー映画祭も毎年開催されている。2007年には「第1回アジアンクィア映画祭（AQFF）」が東京都世田谷区・下北沢で開催され、それ以降は毎年開催されている。

### 主なレズビアン映画作品
映画の中にレズビアン・シーンがある映画も含む
- 野戦看護婦（1953年、安斎貞子原作、野村浩将監督）
- 卍（まんじ）（1964年、1983年、1998年、2006年谷崎潤一郎原作）
- 美しさと哀しみと（1965年、川端康成原作、篠田正浩監督）
- 赤い夜光虫（1966年、村山新治監督）
- 大奥㊙︎物語（1967年、中島貞夫監督）
- 続大奥㊙︎物語（1967年、中島貞夫監督）
- 尼寺㊙︎物語（1968年、中島貞夫監督）
- 残酷おんな情死（1970年、西村昭五郎監督）
- 夜汽車の女（1972年、田中登監督）
- 旅の重さ（1972年、斉藤耕一監督）
- 一条さゆり　濡れた欲情（1972年、神代辰巳監督）
- 濡れた欲情　特出し21人（1974年、神代辰巳監督）
- 実録桐かおる　にっぽん一のレスビアン（1974年、藤井克彦監督）[4]
- レスビアンの女王　続・桐かおる（1974年、藤井克彦監督）
- レスビアンの世界　恍惚（1975年、小沼勝監督）
- 続・レスビアンの世界　愛撫（1975年、曽根中生監督）
- 続・レスビアンの世界　陶酔（1975年、西村昭五郎監督）
- Keiko（1979年）
- 風たちの午後（1980年）
- セーラー服百合族（1983年）
- セーラー服百合族2（1983年）
- OL百合族19歳（1984年）
- 台風クラブ（1985年）
- 白昼夢２（1987年）
- 猫のように（1988年）
- ナチュラル・ウーマン（1994年、2010年、松浦理英子原作・脚本）
- 新・百合族 先生、キスしたことありますか?（1993年）
- 新・百合族2 もう森へなんかいかない（1994年）
- 新・百合族3 ビリティスはいくつの失恋を歌う?（1995年）
- LOVE/JUICE （2000年）
- 火星のカノン（2001年）
- LOVERS' KISS（2003年、吉田秋生原作、及川中監督）
- blue（2003年、魚喃キリコ原作、安藤尋監督）
- LOVE MY LIFE（2007年、やまじえびね原作、川野浩司監督）
- TOPLESS（2008年、内田英治監督）
- カケラ（2009年、桜沢エリカ原作『LOVE VIBES』、安藤モモ子監督）
- GL 〜小悪魔たちの誘惑〜（2009年）
- 西北西（2015年）
- ホワイトリリー（2017年）
- 彼女（2021年）
- アイスクリームフィーバー（2023年）

### 主なゲイ映画作品
（ゲイが主題、ゲイが準主役の映画。重要なキャストにゲイが登場する作品を含む）
- 惜春鳥（1959年、木下恵介監督）
- 肉体の学校（1965年、木下亮監督、三島由紀夫原作）
- 薔薇の葬列（1969年、松本俊夫監督、ピーター主演）
- 戦場のメリークリスマス（1983年、大島渚監督）
- らせんの素描（1991年、小島康史監督）
- おこげ（1992年、中島丈博監督）
- きらきらひかる（1992年、松岡錠司監督）
- 二十才の微熱（1993年、橋口亮輔監督）
- 眠らない街〜新宿鮫〜（1993年、滝田洋二郎監督、キャストの一部にゲイが登場）
- GONIN（1995年、石井隆監督、キャストの一部にゲイが登場）
- 渚のシンドバッド（1995年、橋口亮輔監督、岡田義徳主演）
- ブルース・ハープ（1998年、三池崇史監督、田辺誠一、池内博之主演）
- 御法度（1999年、大島渚監督、司馬遼太郎原作）
- 憚り天使（1999年、今泉浩一監督）
- ハッシュ!（2001年、橋口亮輔監督、田辺誠一、高橋和也主演）
- ゲルマニウムの夜（2005年、大森立嗣監督）
- 真夜中の弥次さん喜多さん（2005年、宮藤官九郎監督）
- メゾン・ド・ヒミコ（2005年、犬童一心監督）
- 46億年の恋 （2006年、三池崇史監督 安藤政信主演）
- BOYS LOVE（2006年、寺内康太郎監督）
- BOYS LOVE 劇場版（2007年、寺内康太郎監督）
- いつかの君へ（2007年、堀江慶監督）
- スキトモ（2007年、三原光尋監督）
- 愛の言霊（2007年、金田敬監督）
- 僕らの愛の奏で（2008年、草野陽花監督）
- 体育館ベイビー（2008年、深川栄洋監督）
- 禁断の恋（2008年、草野陽花監督）
- ALLDAYS 二丁目の朝日（2008年、村上賢司監督）
- BL 〜僕の彼氏を紹介します〜（2009年、草野陽花監督）
- タクミくんシリーズ2 虹色の硝子（2009年、横井健司監督）
- タクミくんシリーズ3 美貌のディテイル（2010年、横井健司監督）
- タクミくんシリーズ4 pure~ピュア~（2010年、横井健司監督）
- 愛の言霊 〜世界の果てまで〜（2010年、金田敬監督）
- タクミくんシリーズ5 あの、晴れた青空（2011年、横井健司監督）
- 悪の教典（2012年、三池崇史監督、キャストの一部にゲイが登場）
- EDEN（2012年、武正晴監督、原作：船戸与一「夏の渦」、主演：高橋和也ら）
- どうしても触れたくない（2014年、天野千尋監督）
- セブンデイズ　MONDAY→THURSDAY（2015年、横井健司監督）
- セブンデイズ　FRIDAY→SUNDAY（2015年7月、横井健司監督）
- 宇田川町で待っててよ。（2015年、湯浅典子監督）
- 怒り（2016年、李相日監督、キャストの一部にゲイが登場）
- ダブルミンツ（2017年、内田英治監督）
- ひだまりが聴こえる（2017年、上條大輔監督）
- 花は咲くか（2018年、谷本佳織監督）
- 劇場版パタリロ!（2019年、小林顕作監督）
- 劇場版 おっさんずラブ 〜LOVE or DEAD〜（2019年、瑠東東一郎監督）
- 窮鼠はチーズの夢を見る（2020年、行定勲監督）
- リスタートはただいまのあとで（2020年、井上竜太監督）
- his（2020年、今泉力哉監督）
- 劇場版ポルノグラファー〜プレイバック〜（2021年、三木康一郎監督）
- エゴイスト（2022年、松永大司監督）
- 怪物（2023年、是枝裕和監督）※第76回カンヌ国際映画祭において、日本映画史上初のクィア・パルム賞受賞。
- 首（2023年、北野武監督）
- ぼくのお日さま（2024年、奥山大史監督）

#### 薔薇族映画作品
日本では一般映画と薔薇族映画（成人映画）は分けられてきたが、近年は薔薇族映画にも国際映画祭や東京レズビアン&ゲイ映画祭で上映されるものも多く、両者の境界は曖昧になってきている。（一部抜粋）
- 薔薇と海と太陽と（1981年制作、成人館での上映は1982年）
- 白い牡鹿たち（松浦康治監督、1982年）
- 薔薇の星座 （松浦康治監督、1982年）
- 巨根伝説　美しき謎（中村幻児監督、大杉漣出演）1983）
- 木又三郎君の事　ぼくらの時代（廣木隆一監督、1983年、ENK）
- 薔薇の館　男男（ホモ）達のパッション （東郷健監督、1983年）
- ぼくらの季節（同、1984年、ENK）
- 黄昏のナルシー（小林悟監督、1984年）
- アポロ MY LOVE（新倉直人監督、1984年）
- 狂った舞踏会（佐藤寿保監督、1989年、ENK）
- シネマHOMOパラダイス（山本竜二監督、1993年）
- あなたがすきです、だいすきです（大木裕之監督、1994年、ENK）1995年度ロッテルダム国際映画祭正式招待作品
- たまあそび（大木裕之監督、1997年）
- 思いはあなただけ～I Thought About you～（北沢幸雄監督、1997年、ENK）1997年度ピンク大賞ベストテン第1位
- こんな、ふたり（池島ゆたか監督、1998年）
- 天使の楽園（鈴木章浩監督）2000年度ロッテルダム、バンクーバー国際映画祭正式招待作品、トリノ国際ゲイ＆レズビアン映画祭正式招待作品、02年度ソウル・クィア映画祭正式招待作品
- ナウティ・ボーイズ～浮気なぼくら～（吉行由美監督、2001年）
- キミニ惚レテル（樹かず監督、2002年）
- 恋する男たち（池島ゆたか監督、2003年、オーピー）　第12回東京国際レズビアン&ゲイ映画祭出品
- せつないかもしれない（吉行由美監督、2004年、オーピー）　第13回東京国際レズビアン&ゲイ映画祭出品

### 主なレスビアンドラマ作品
- 魔性（1984年、原作：一色次郎）
- 麗わしき鬼（2007年、中島丈博脚本）
- 「制服のイブ」（2007年、テレビ東京恋愛診断 第3章より）
- 佐藤家の朝食、鈴木家の夕食（2013年、BSジャパン）
- 作りたい女と食べたい女（2022年、NHK総合テレビ）
- チェイサーゲーム（2022年、テレビ東京）
- 彩香ちゃんは弘子先輩に恋してる（2024年、毎日放送）

### 主なゲイドラマ作品
（キャストの一部にゲイが登場する作品含む。）
- あすなろ白書（1993年、フジテレビ系、キャストの一部）
- 同窓会（1993年、日本テレビ系。主役がゲイで脇役がバイセクシャル。全編に渡り同性愛がテーマ）
- 告白（1997年、日本テレビ系。エンディング主題歌も同性愛をテーマにしたユーミンの『告白』）
- ロマンス（1999年、日本テレビ系、つかこうへい原作）
- 麗わしき鬼（2007年、中島丈博脚本、フジテレビ系）
- 肩ごしの恋人（2007、TBS系、キャストの一部のみ）
- 花ざかりの君たちへ（2007年、フジテレビ系）
- 「翼のカケラ」（2007年、テレビ東京「恋愛診断」第1章より）
- 「運命のコドウ」（2007年、テレビ東京「恋愛診断」第4章より）
- ママはニューハーフ（2009年、テレビ東京）
- クレオパトラな女たち（2012年、日本テレビ系）
- シェアハウスの恋人（2013年、日本テレビ系）
- 佐藤家の朝食、鈴木家の夕食（2013年、BSジャパン）
- おっさんずラブ 年の瀬 変愛ドラマ第3夜（単発版）（2016年、テレビ朝日系）
- おっさんずラブ（2018年、テレビ朝日系）
- 隣の家族は青く見える（2018年、フジテレビ系）
- ポルノグラファー（2018年、フジテレビ系）
- ポルノグラファー〜インディゴの気分〜（2019年、フジテレビ系）
- 腐女子、うっかりゲイに告る。（2019年、NHK総合）
- おっさんずラブ-in the sky-（2019年、テレビ朝日系）
- きのう何食べた?（2019年、テレビ東京系）
- his〜恋するつもりなんてなかった〜（2019年、メ～テレ系）
- 彼が僕に恋した理由（2020年、TOKYO MX系）
- 30歳まで童貞だと魔法使いになれるらしい（2020年、テレビ東京系）
- 絶対BLになる世界VS絶対BLになりたくない男（2021年、テレビ朝日系）
- 彼が僕に恋した理由 SEASON 2（2021年、TOKYO MX系）
- 僕もアイツも新郎です。（2022年、関西テレビ制作・フジテレビ系）

## 関連文献
- 『ラヴェンダー・スクリーン／ゲイ&レズビアン・フィルム・ガイド』　The Lavender Screen

ボーゼ・ハドリー著、奥田祐士訳、白夜書房、1993年 ISBN 4-89367-364-5
- 『菫色の映画祭／ザ・トランス・セクシュアル・ムーヴィーズ』